# Lorenzo Pasteris
Lorenzo Pasteris (Lamporo, 11 agosto 1877 – Porto Ceresio, 31 dicembre 1944) è stato un dirigente d'azienda italiano, industriale, particolarmente attivo nell’organizzazione produttiva automobilistica della FIAT tra il 1910 e il 1921.

## Biografia
Nato a Lamporo, ma trasferitosi in giovane età a Torino, comincia la sua attività come carradore e fuochista, per poi diventare, dal 1905, dapprima capo Officina alla “Fiat Brevetti” sotto la direzione dell’ing. Alfredo Rostain, quindi Direttore alla “Fiat Centro”. Dal 1º gennaio 1910 risulta, infatti, capo dell’officina principale dello stabilimento FIAT di corso Dante, con un interessamento, oltre lo stipendio, di 5 lire per ogni vettura prodotta e venduta. Nel 1911 figura nel gruppo di dirigenti FIAT insigniti di vari Diplomi di Gran Premio all’Esposizione Internazionale delle Industrie e del Lavoro di Torino.
Nel secondo decennio del Novecento, con l’incremento della produzione automobilistica della casa torinese, Lorenzo Pasteris passa a sovrintendere l’intera sezione Automobili, ossia quella più importante dell'intero ciclo produttivo della FIAT, con la coadiuzione di tre vicedirettori: Giulio Fubini, Giuseppe Magnetto e Diego Soria.
La gestione Pasteris appare segnata da una forte impronta decisionista nell’organizzazione interna e, allo stesso tempo, da una ferma opposizione verso qualsiasi rivendicazione di tipo sindacale. Definito dalla stampa dell’epoca, ora self manager
, ora Kaiser II, la sua figura appartiene al cosiddetto “mondo dei cavalieri”, ossia dei quadri provenienti dalle file delle maestranze, caratterizzati per essere uomini essenzialmente pratici e pioneristici.
Nonostante la sua vita famigliare sia drammaticamente scossa dalla morte del figlio Davide, avvenuta in un incidente stradale, nel 1919 la carriera di Lorenzo Pasteris vede un ulteriore avanzamento con la sua nomina ad Amministratore Delegato della Società anonima Officine Dubosc.
A causa del notevole dissesto finanziario e delle oggettive difficoltà a riprendere la produzione meccanica fortemente diminuita nel periodo della prima guerra mondiale, la Società Anonima Officine Dubosc sarà tuttavia messa in liquidazione due anni dopo. Questo insuccesso amministrativo coinciderà anche con la fine del suo ruolo di Direttore d’officina in Fiat, segnato dal passaggio delle consegne all’ing. Ugo Gobbato, avvenuto il 1º luglio 1921.
Nominato Cavaliere dell’Ordine della Corona d’Italia nel 1920, l’attività di Lorenzo Pasteris prosegue con la costituzione della Officina Meccanica cav. Pasteris, che avrà fortuna effimera, quindi con il tentativo di sperimentarsi nell’industria cinematografica, dando vita, nel 1927, all’avveniristico Cinema Tesoriera progettato dall’architetto Vittorio Bonadé Bottino. Sempre nel 1927, è documentata la sua attività come capo del servizio torceria dello stabilimento Snia Viscosa di Venaria Reale.
Nonostante gli anni Venti e Trenta del secolo scorso rappresentino la fase calante della sua carriera, la figura di Lorenzo Pasteris resta di grande importanza per comprendere le dinamiche produttive e organizzative dei primordi dell’industria automobilistica italiana.